# غاريث ستوكر
غاريث ستوكر (بالإنجليزية: Gareth Stoker)‏ (22 فبراير 1973 في المملكة المتحدة - ) هو لاعب كرة قدم بريطاني في مركز الوسط. لعب مع فوريست غرين وكارديف سيتي ونادي روتشديل ونادي هيرفورد وهال سيتي ونادي سكاربورو وWakefield F.C. ‏ وليه جنيسيس ‏.

## وصلات خارجية
- غاريث ستوكر على موقع قاعدة بيانات كرة القدم.إي يو (الإنجليزية)
- غاريث ستوكر على موقع Soccerbase.com (لاعب) (الإنجليزية)